# دودمان یوآن
سلسلهٔ یوآن یکی از شعبه‌های امپراتوری مغول بود که توسط قوبلای خان ایجاد شد و از سال ۱۲۷۱ تا ۱۳۶۸ میلادی بر چین حکمرانی کرد.

## زمینه
در اواخر قرن ششم هجری (اوایل قرن دوازدهم میلادی)، کشور چین بین دو سلسله تقسیم می‌شد: یکی سلسلهٔ کین (۱۱۱۵–۱۲۳۴) که رؤسای یک دسته زردپوستان بنام مردم جورجی (امروزه قوم منچو) بودند که بر چین شمالی تسلط داشته و نسبت به چینی‌ها قومی خارجی به‌شمار می‌آمدند و پایتخت این سلسله شهر کایفنگ بود و سلسلهٔ دیگر سونگ جنوبی بود که از چینی‌های اصلی بودند و بر چین جنوبی حکومت می‌کردند.
میان سال‌های ۱۲۱۱–۱۲۳۴ میلادی جنگ مغول-کین، مابین امپراتوری مغول و مردم جورجی در شمال چین روی داد و به مدت ۲۳ سال ادامه داشت و عاقبت به سقوط سلسله کین به دست مغول انجامید. همچنین، با این پیروزی دامنه متصرفات مغولان تمام شمال چین را دربر گرفت.

## ایجاد
منگوقاآن (زمان حیات ۱۲۰۹ تا ۱۲۵۹) پسر تولی‌خان (چهارمین و کوچکترین پسر چنگیز خان) که چهارمین خاقان حکومت مغول بود، برادر کوچکتر خویش قوبلای خان را به فتح چین جنوبی که ماچین نیز خوانده می‌شود مأمور کرد. قوبلای تا سال فوت منگوقاآن از طریق تبت و دره علیای رودخانه یانگ تسه کیانگ به تسخیر سرزمین سونگ جنوبی مشغول بود و قسمتی از آن را به همراه منگوقاآن که از نواحی دیگر به این کشور حمله کرده بود گشود. در هنگامهٔ جنگ منگوقاآن به علت بیماری درگذشت و قوبلای تهاجم خود را رها کرده برای تعیین خاقان به چین شمالی رفت. قوبلای خود را جانشین امپراتور سابق چین معرفی کرد و در واقع به تمدن و معارف و آداب چینی گرویده بود. او مقر سلطنت خود را در شهر قدیم پکن قرار داد. بعد از غلبه بر مخالفان خویش قوبلای در مدت ۲۰ سال توانست با جنگ‌های بسیار تمام چین جنوبی را بگیرد و سلسلهٔ سونگ را براندازد.

## امپراتوران
| شماره | نام امپراتور        | دوره حکومت            |
| ----- | ------------------- | --------------------- |
| ۱     | قوبلای‌خان           | ۱۲۶۰–۱۲۹۴             |
| ۲     | تیمور خان           | ۱۲۹۴–۱۳۰۷             |
| ۳     | کولوگ خان           | ۱۳۰۷–۱۳۱۱             |
| ۴     | بویانتو خان         | ۱۳۱۱–۱۳۲۰             |
| ۵     | گگین خان            | ۱۳۲۰–۱۳۲۳             |
| ۶     | یسون تیمور          | ۱۳۲۳–۱۳۲۸             |
| ۷     | راگیباق خان         | ۱۳۲۸                  |
| ۸     | جایتو خان توق تیمور | ۱۳۲۸–۱۳۲۹ و ۱۳۲۹–۱۳۳۲ |
| ۹     | خوتوختو خان کوسالا  | ۱۳۲۹                  |
| ۱۰    | رینچینبال خان       | ۱۳۳۲                  |
| ۱۱    | طغون تیمور          | ۱۳۳۳–۱۳۷۰             |

## زوال و فروپاشی
پس از مرگ تیمور خان به دلیل ضعف و بی‌لیاقتی امپراتوران بعدی و نیز رقابت بر سر قدرت میان اشراف و بزرگان، دودمان یوآن به تدریج رو به زوال نهاد و دچار مشکلات اقتصادی و اجتماعی بزرگی شد. از حدود سال ۱۳۵۰ میلادی قیام‌های متعدد وشورش های زیاد  علیه دولت امپراتوری یوآن صورت گرفت که سرانجام به فروپاشی این حکومت در چین و تأسیس سلسله مینگ انجامید. با این حال بقایای دودمان یوآن تا حدود قرن ۱۷ میلادی در مغولستان به حکومت خود ادامه دادند و همچنان مدعی حکومت بر چین بودند. اما هیچ‌گاه نتوانستد حکومت خود را در چین احیا کنند.